# برهام (عربة)

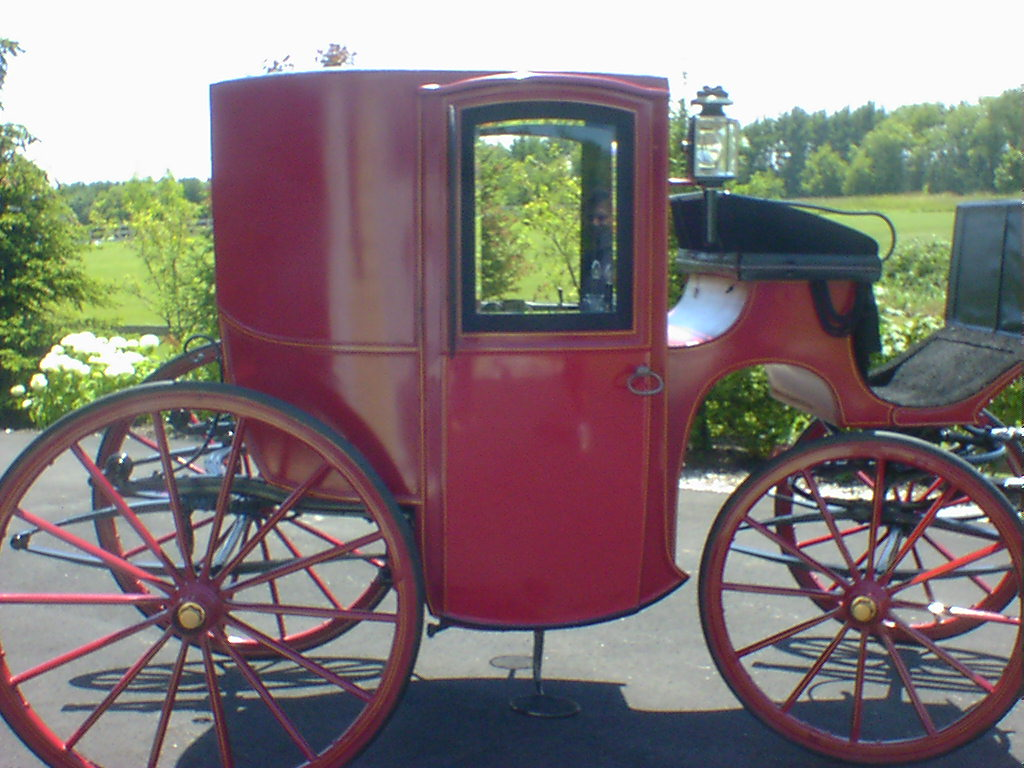

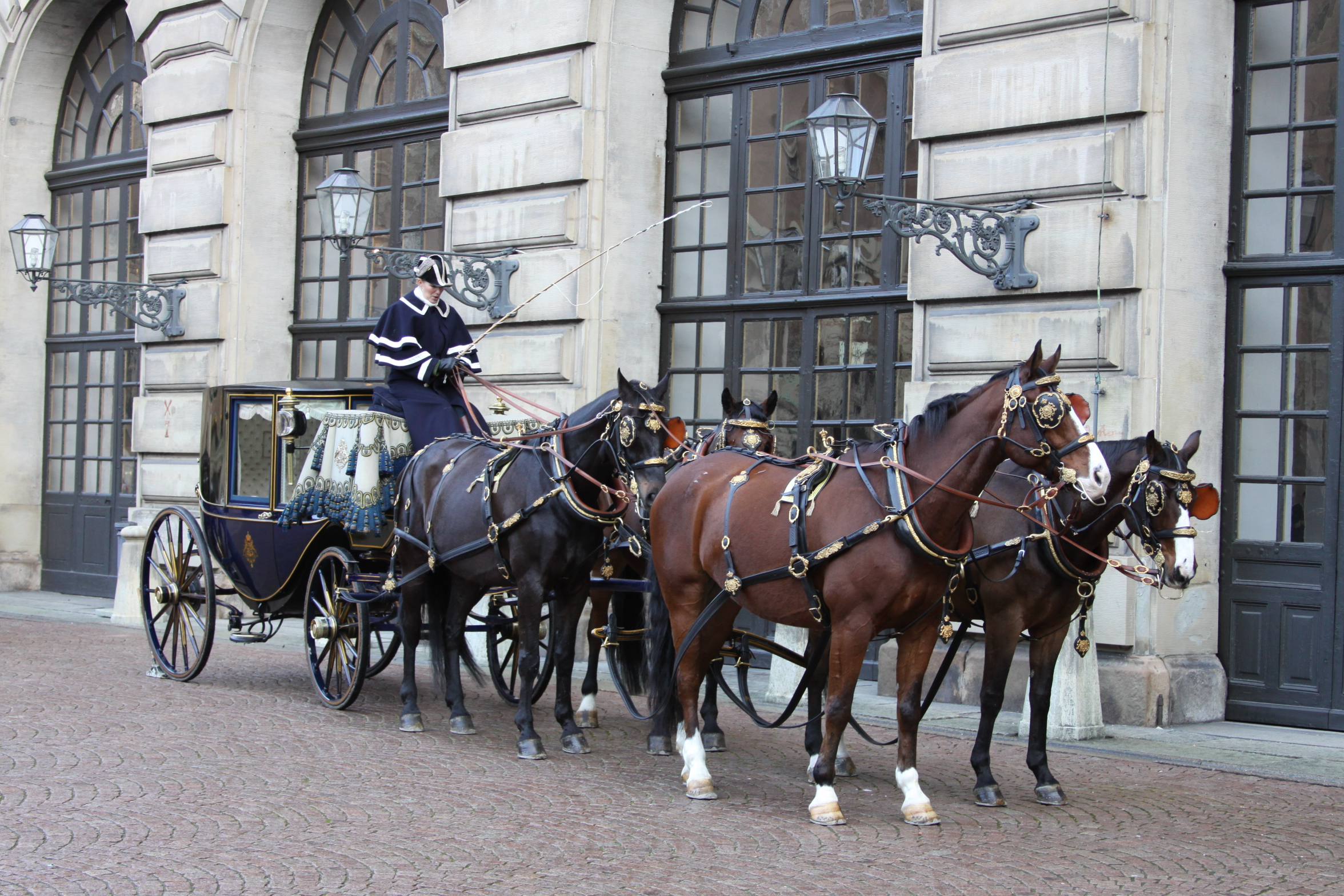
يجلب بَرهامُ ملك السويد سفيرَ الولايات المتحدة الجديد في السويد مَرك بريجنسكي إلى القصر في نوفمبر 2011.

البَرْهام عربة تجرها الخيول خفيفة بأربع عجلات بُنيت في القرن التاسع عشر. سُميت على اسم السياسي والفقيه هِنري بَرهام، الذي بنى هذا النوع من العربات وفقًا لمواصفاته من قبل روبنسون آند كوك في لندن في عام 1838 أو 1839. جسمها مغلق ذو بابين، ومقعدين، وأحيانًا مع زوج إضافي من المقاعد القابلة للانطواء في الجانب الأمامي، ومقاعد صندوقية في الأمام للسائق أو الراكب.